# Declaração de Tasquente

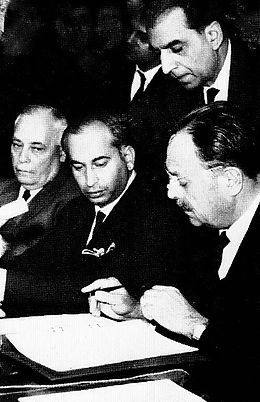
Maomé Aiube Cã, assinando o acordo de paz de Tasquente

A Declaração de Tasquente de 10 de janeiro de 1966 foi um acordo de paz entre Índia e Paquistão após a Guerra Indo-Paquistanesa de 1965, pondo fim a cinco semanas de confrontos entre as duas partes.
A paz tinha sido alcançada em 23 de setembro pela intervenção das grandes potências que pressionaram as duas nações para um cessar-fogo por temores que o conflito se intensificasse e atraísse outras potências.[carece de fontes?]

## Visão geral
A reunião foi realizada em Tasquente, na então União Soviética (atual Uzbequistão), com início em 4 de janeiro de 1966 para tentar criar um acordo mais permanente.[carece de fontes?]
A declaração foi emitida no final de uma conferência entre os dois chefes de governo opostos, o primeiro-ministro indiano Lal Bahadur Shastri e o presidente paquistanês Maomé Aiube Cã, através da mediação do premiê soviético Alexei Kossygin e sob pressão dos Estados Unidos e das Nações Unidas.

## Declaração
A conferência foi vista como um grande sucesso e a declaração que foi lançada era esperada para ser um marco para uma paz duradoura. A declaração afirmava que:
- As forças indianas e paquistanesas se retirariam às suas posições pré-conflito, linhas pré-agosto, no prazo até 25 de fevereiro de 1966;
- Uma declaração conjunta de não-interferência nos assuntos internos uns dos outros;
- As relações econômicas e diplomáticas seriam restauradas;
- Transferência organizada dos prisioneiros de guerra;
- Os dois líderes trabalhariam para a construção de boas relações entre os dois países.